# سفارة تركيا في أذربيجان
سفارة تركيا في أذربيجان هي أرفع تمثيل دبلوماسي لدولة تركيا لدى أذربيجان. تقع السفارة في باكو وهي تهدف لتعزيز المصالح التركية في أذربيجان.

## وصلات خارجية
- قائمة سفارات تركيا
- قائمة السفارات في أذربيجان